# Tchaikovsky (singolo)
Tchaikovsky è un singolo del duo musicale russo Little Big pubblicato il 10 febbraio 2025.

## Descrizione
Il brano combina elementi di rave, electro house, dance-pop e hard bass, caratteristiche distintive del duo, con riferimenti ironici alla musica classica del compositore Pëtr Čajkovskij.

## Video musicale
Il videoclip della canzone è stato pubblicato il 10 febbraio 2025 sul canale YouTube e mostra una serie di supporter di Pëtr Čajkovskij che irrompono in un evento dedicato alle canzoni di Mozart.

## Tracce
Testi di Il'ja Prusikin, musiche di Danni Zuckermann e Viktor Sibrinin.
1. Tchaikovsky – 1:55